# Luca Ronconi
Luca Ronconi (Susa, 8 marzo 1933 – Milano, 21 febbraio 2015) è stato un attore e regista teatrale italiano.

## Biografia
Luca Ronconi si diploma al corso di recitazione dell'Accademia nazionale d'arte drammatica di Roma nel 1953. Esordisce subito dopo come attore in Tre quarti di luna di Luigi Squarzina, diretto dallo stesso Squarzina e da Vittorio Gassman, e in seguito recita con altri registi come Orazio Costa, Giorgio De Lullo e Michelangelo Antonioni. Inizia a lavorare come regista nel 1963, con la compagnia di Corrado Pani e Gian Maria Volonté, e negli anni successivi si fa notare come esponente dell'avanguardia teatrale, fino ad arrivare alla fama nel 1969 con l'Orlando furioso di Ariosto, nella versione di Edoardo Sanguineti, con scenografia di Uberto Bertacca. Lo spettacolo gli regalerà fama tra i confini nazionali e all'estero, grazie a una tournée a New York. Nel 1974 dirige una versione cinematografica dello stesso dramma. La versione televisiva andò in onda per cinque puntate nel 1975, la domenica in prima serata. Nel corso degli anni collabora con diverse istituzioni teatrali, tra cui la Biennale di Venezia, di cui è direttore della Sezione Teatro dal 1975 al 1977. In questo ambito è da ricordare la sperimentazione di uno spettacolo in spazi decentrati, vale a dire del testo di Giorgio Manganelli Cassio governa a Cipro, da Otello di Shakespeare, rappresentato con la regia di Gianni Serra al Petrolchimico di Marghera, alla Giudecca e al Teatro Tenda di Mestre.
Nel biennio 1977-1979 fonda e dirige il Laboratorio di progettazione teatrale di Prato. Sono gli anni di spettacoli memorabili, tra i quali Orestea di Eschilo (1972), Utopia da Aristofane (1976), Baccanti di Euripide (1977), La torre di Hugo von Hofmannsthal (1978). Tra gli spettacoli da segnalare negli anni ottanta, Ignorabimus di Arno Holz (1986), Tre sorelle di Čechov (1989). In seguito dirige il Teatro Stabile di Torino (dal 1989 al 1994), dove realizza tra l'altro un imponente allestimento (oltre sessanta attori) de Gli ultimi giorni dell'umanità di Karl Kraus, al Lingotto (1991). Nel 1994 dirige a Salisburgo I giganti della montagna di Luigi Pirandello. Diventa poi direttore artistico del Teatro di Roma (dal 1994 al 1998), dove nel 1996 dirige Quer pasticciaccio brutto de via Merulana di Gadda. L'anno successivo mette in scena uno dei pochi drammi inediti della sua carriera, il Davila Roa di Alessandro Baricco, che riceve un'accoglienza negativa. Nel 1998 dirige I fratelli Karamazov di Dostoevskij. Lo stesso anno viene insignito del premio Europa per il teatro.
Nel 1999 passa al Piccolo Teatro di Milano, dove affianca il direttore Sergio Escobar come consulente artistico e direttore della Scuola di Teatro (fondata nel 1987 da Giorgio Strehler, da lui diretta dal 1999 al 2015 e oggi intitolatagli). Qui debutta con due pièces – La vita è sogno di Pedro Calderón de la Barca e Il sogno di August Strindberg (2000, dopo la prima edizione del 1983, ambedue con scelte musicali di Paolo Terni). Al Piccolo Teatro, nel 2002 dirige un originale spettacolo, Infinities, tratto da un testo scientifico del cosmologo John David Barrow, ora pubblicato dalla casa editrice Scienza Express nel volume "Gli infiniti di Ronconi" a cura di Pino Donghi, ambientato in uno spazio industriale dismesso in zona Bovisa a Milano. Sempre nel 2002 mette scena per l'INDA al Teatro greco di Siracusa Le rane di Aristofane. In questa circostanza sorsero delle critiche da parte del governo nazionale, per la scelta deliberata di inserire in scena i volti di uomini politici. La contestazione si legava al clima di dissenso nei confronti del Governo Berlusconi II, creando un caso nazionale.
Lo stesso anno, con la messinscena a Ferrara di Amor nello specchio di Giovan Battista Andreini, vede il debutto il Centro Teatrale Santacristina, unità di produzione e formazione che Ronconi fonda insieme a Roberta Carlotto, che dirige nella struttura appositamente creata nella valle eugubina. L'estate successiva è al Teatro Farnese di Parma con Peccato che fosse puttana di Ford (poi al Piccolo Teatro Studio a Milano).
Per "Genova Capitale Europea della Cultura 2004" realizza La centaura di Giovan Battista Andreini. Nel 2005 porta in scena Diario privato di Léautaud, con Giorgio Albertazzi e Anna Proclemer, cui segue Professor Bernhardi, prodotto dal Piccolo Teatro.
Nel 2006 realizza cinque spettacoli collegati tra di loro per i XX giochi olimpici invernali di Torino. Per tutti questi spettacoli (denominati Progetto Domani), Ronconi vince un premio Ubu Speciale – "...per la complessità e la riuscita artistica di una iniziativa nella quale il teatro concorre a trovare nuova linfa espressiva nella riflessione sulla contemporaneità". I titoli sono – Troilo e Cressida di Shakespeare, Atti di guerra – una trilogia di Edward Bond, Biblioetica, Dizionario per l'uso di Corbellini, Donghi e Massarenti (co-diretto con Claudio Longhi), Il silenzio dei comunisti di Foa, Mafai e Reichlin, Lo specchio del diavolo di Ruffolo.
Per il terzo centenario goldoniano, mette in scena al nuovo Teatro Strehler, nel gennaio 2007, la commedia Il ventaglio. Sempre al Piccolo Teatro, Inventato di sana pianta ovvero gli affari del Barone Laborde di Hermann Broch. Per l'edizione del 2007 della Fiera internazionale del libro di Torino propone Fahrenheit 451 di Ray Bradbury; nel settembre 2007, a Ferrara, debutta il progetto “Odissea doppio ritorno”, dittico comprendente L'antro delle Ninfe, da Omero e Porfirio e Itaca di Botho Strauss (2007). A giugno 2008 inizia la collaborazione con il Festival dei Due Mondi di Spoleto presentando alcune “lezioni” sulla drammaturgia di Henrik Ibsen. A settembre del 2008, in Umbria, inaugura il Teatro Cucinelli di Solomeo con Nel bosco degli spiriti, una fiaba dello scrittore nigeriano Amos Tutuola tradotta in testo teatrale da Cesare Mazzonis e musicata dal vivo da Ludovico Einaudi. Nel giugno 2009 prosegue l'appuntamento spoletino con uno studio de Il gabbiano di Anton Cechov dal titolo Un altro gabbiano. Tra le ultime regie al Piccolo Teatro i due Shakespeare – Sogno di una notte di mezza estate (2008) e Il mercante di Venezia (2009), la commedia Giusto la fine del mondo (2009) del contemporaneo francese Jean-Luc Lagarce, I beati anni del castigo di Fleur Jaeggy (2010), La compagnia degli uomini, con cui ritorna al teatro di Edward Bond (2011) e Santa Giovanna dei macelli (2012), sua prima esperienza con il teatro di Bertolt Brecht. Al drammaturgo contemporaneo argentino Rafael Spregelburd dedica un progetto tradottosi nella messa in scena di due suoi testi – La modestia (2011) e Il panico (2013). Nel 2014 è la volta di Celestina laggiù vicino alle concerie in riva al fiume di Michel Garneau, da Fernando de Rojas, e Pornografia di Witold Gombrowicz (2014). Per il Festival dei Due Mondi di Spoleto, Danza di morte di Strindberg. La sua ultima regia al Piccolo Teatro è Lehman Trilogy di Stefano Massini (2015).
Dal 2010 ha condotto un progetto triennale nato grazie alla collaborazione tra il Centro Teatrale Santacristina e l'Accademia Nazionale d'Arte Drammatica “Silvio D'Amico” – i cicli di laboratori estivi presso la sede della Scuola con gli allievi diplomandi del III° anno di recitazione si sono conclusi nel luglio 2012 al Festival di Spoleto con la messa in scena di In cerca d'autore. Studio sui “Sei personaggi” di Luigi Pirandello inserito anche nella stagione 2012-2013 del Piccolo Teatro.
Come regista lirico, alla frequentazione dei “classici” dell'opera italiana (i verdiani – Don Carlo, Nabucco e Il trovatore, nel 1977; Norma di Bellini, 1978; Macbeth, 1980; La traviata, 1982 e Aida, 1985, ancora di Giuseppe Verdi, e Tosca di Giacomo Puccini, 1997) ed europea (Carmen di Georges Bizet, 1970; Das Rheingold di Richard Wagner, 1979; Don Giovanni di Mozart, 1990 e 1999; Lohengrin, ancora di Wagner, 1999), Ronconi accompagna un interessante lavoro di studio sui territori meno battuti del teatro musicale, come la grande stagione del Barocco italiano (Orfeo di Luigi Rossi, 1985; L'Orfeo e Il ritorno di Ulisse in patria di Claudio Monteverdi, entrambi del 1998; L'incoronazione di Poppea sempre di Claudio Monteverdi, 2000) o la produzione operistica contemporanea (Il caso Makropulos di Janácek, 1993; Il giro di vite di Britten, 1995; Teorema di Battistelli, 1996; Arianna a Nasso di Strauss, 2000). Incontro particolarmente felice è quello con la drammaturgia musicale rossiniana – Il barbiere di Siviglia (1975), Moïse et Pharaon ou le passage de la Mer Rouge (1983), Il viaggio a Reims (1984), Guglielmo Tell (1988), Ricciardo e Zoraide (1990), Armida (1993), La cenerentola (1998), La donna del lago (2001), Lear di Reimann per il Teatro Regio di Torino (2001), Giulio Cesare di Händel (Madrid, 2002), una nuova versione di Moïse et Pharaon di Gioachino Rossini (Teatro alla Scala - Arcimboldi, 2003), Alfonso ed Estrella di Franz Schubert (Cagliari, 2004), L'Europa riconosciuta di Salieri (per la riapertura del Teatro alla Scala nel dicembre 2004), Il barbiere di Siviglia (Pesaro, 2005).
Tra le regie liriche più recenti, Falstaff di Verdi nel 2006 al Maggio Musicale Fiorentino, la Turandot “nuda” nel 2007 per l'apertura di stagione del Teatro Regio di Torino e il trittico pucciniano al Teatro alla Scala di Milano (2008, riallestito all'Opéra di Parigi nell'ottobre 2010), la ripresa del Viaggio a Reims di Rossini al Teatro alla Scala (2009). La sua regia de La clemenza di Tito di Mozart ha riaperto, dopo il restauro, lo storico Teatro di San Carlo di Napoli (gennaio 2010). Nello stesso teatro, nel novembre 2011 ha messo in scena Semiramide di Rossini. Per il bicentenario verdiano, ha diretto di nuovo Falstaff, questa volta per il Teatro Petruzzelli di Bari. Nel 2014 ha allestito Armida al Rossini Opera Festival.
Luca Ronconi è anche curatore e allestitore di mostre. Nel febbraio 2004, a Palazzo Reale di Milano, si è inaugurata Anton Van Dyck-Riflessi italiani; nel settembre 2006 ha curato la suggestiva esposizione della mostra Cina. Nascita di un Impero, presso le Scuderie del Quirinale a Roma. Nel 2008, prima per Roma, negli spazi del Museo Nazionale di Palazzo Venezia, poi per Berlino alla Gemäldegalerie, ha curato l'allestimento della mostra dedicata a Sebastiano del Piombo. Nel settembre 2009 lavora all'allestimento della mostra Roma. La pittura di un Impero, esposta negli spazi delle Scuderie del Quirinale. Infine ha curato l'allestimento dell'esposizione La bella Italia. Arte e identità delle città capitali, messa in scena negli spazi delle scuderie della Reggia di Venaria Reale di Torino per i 150 anni dell'Unità d'Italia (2011).
Tra i numerosi premi e riconoscimenti, il "VI premio Europa per il teatro" di Taormina Arte (aprile 1998); il "premio Ubu" come migliori spettacoli delle rispettive stagioni teatrali per “Progetto sogno” nel 2000, Lolita nel 2001, Infinities nel 2002, Professor Bernhardi nel 2005 e per “Progetto Domani” nel 2006. Più recentemente, gli è stato assegnato il "premio Nazionale della Critica" per il “Progetto Lagarce” e il "premio ETI" come migliore spettacolo per Sogno di una notte di mezza estate. Nel 2008 gli è stato conferito dall'Accademia Nazionale dei Lincei il premio “Antonio Feltrinelli” per la regia teatrale.
Ha ricevuto lauree honoris causa dalle Università di Bologna (1999), Perugia (2003), Urbino (2006, in occasione dei festeggiamenti dei 500 anni dell'Università) e Università IUAV di Venezia (2012). Nell'ambito della Biennale Teatro, ha ricevuto il Leone d'oro alla carriera (agosto 2012).
Ha diretto anche le versioni per la televisione di molti suoi spettacoli. Come regista lirico, ha curato l'allestimento di moltissime opere, soprattutto classici italiani (Monteverdi, Bellini, Rossini - Ronconi ha partecipato più volte al Rossini Opera Festival di Pesaro - Verdi e Puccini) e stranieri contemporanei (per esempio Il caso Makropulos di Janacek e Il giro di vite di Britten). Va ricordata, inoltre, la sua trentennale collaborazione con Paolo Terni, responsabile delle scelte musicali di molti dei suoi spettacoli (qui contrassegnati con * *).
Muore al Policlinico di Milano il 21 febbraio del 2015. Il funerale è stato celebrato nella Chiesa di Civitella Benazzone dove viveva per dirigere il suo centro teatrale, ed è sepolto nella cappella di famiglia nel cimitero locale.

## Premio Europa per il Teatro
Nel 1998 riceve il VI premio Europa per il teatro, con la seguente motivazione –
Creatore instancabile di spettacoli, maestro di generazioni di attori e attore lui stesso, inventore di nuovi spazi e prospettive, Luca Ronconi ha cambiato con il suo lavoro e con la sua influenza il modo di fare e di ricevere il teatro. Da quasi quattro decenni, la sua attività, estesa dal teatro alla lirica alla televisione, persegue su disparate gamme una linea di rigorosa coerenza al servizio dei testi, mettendosi continuamente in questione, rifiutando ogni etichetta, anche se più di una volta la sua ricerca di nuovi modi di comunicare l’ha portato verso sfide ritenute ‘impossibili‘ per l’irrappresentabilità di opere a volte mai inscenate prima, per le masse d’interpreti coinvolte, per le durate estese aldilà di ogni convenzione, nonché per l’uso inconsueto di spazi spesso non teatrali e per il ricorso ad audaci macchinerie. E che dire dei rovesciamenti dell’interpretazione consolidata dei classici, da lui operati grazie a un'acutissima capacità di svisceramento dei copioni? Armato di una razionalità mai priva d’ironia e di una cultura veggente nel penetrare età passate, Ronconi è andato riscrivendo la storia del teatro, dalla grecità degl’inizi al prediletto barocco, dalla crudeltà elisabettiana allo smascheramento di Goldoni, mentre metteva a nudo i cliché dei libretti d’opera, per procedere con una sensitiva analisi ibseniana, la rivisitazione insistita della ‘felix Austria’, un caso d’applicazione maniacale del naturalismo tedesco; e via verso la nuova drammaturgia, partendo da Pasolini, fino al ritrovamento del gusto del racconto, prima sacrificato alle letture strutturali, e all’attuale teatralizzazione del romanzo, da Gadda a Dostoevskij. Ma in ogni suo approccio lo studio della tradizione è la base per ristabilire in altri termini il rapporto tra l’autore e i suoi spettatori originali. E determinante ai fini di tale conquista rimane il Laboratorio di Prato, da lui fondato e condotto negli anni ‘70 per formalizzare un metodo non realista dell’espressione dell’attore e fornirgli una palestra spaziale contemporanea.

## Attore - Prosa radiofonica Rai
- Sei personaggi in cerca d'autore, dramma di Luigi Pirandello, regia radiofonica di Corrado Pavolini, trasmessa il 26 gennaio 1954.
- La breve stagione, radiocommedia di Vana Arnould, regia di Guglielmo Morandi, trasmessa il 19 ottobre 1962.

## Attore - Prosa televisiva Rai
- Come lui mentì al marito di lei, commedia di George Bernard Shaw, regia di Alessandro Brissoni, trasmessa il 16 luglio 1954.
- L'Arlesiana di Alphonse Daudet, con musiche di Georges Bizet, regia di Franco Enriquez, trasmessa il 27 luglio 1956.[9]
- Vita col padre di Howard Lindsay e Russell Rouse, regia di Mario Ferrero, trasmessa il 14 dicembre 1956.
- Fermenti, commedia di Eugene O'Neill, regia televisiva di Carlo Ludovico Bragaglia, trasmessa il 10 maggio 1957.
- Ecco la fortuna, commedia di Alessandro De Stefani e G. Cataldo, regia di Anton Giulio Majano, trasmessa il 13 settembre 1957.
- Questa mia donna, commedia di Mario Federici, regia di Mario Ferrero, trasmessa il 7 marzo 1958.
- Le due orfanelle, dramma di Adolphe Philippe-Dennery e Pierre-Etienne Piestre, regia di Guglielmo Morandi, trasmessa il 14 dicembre 1959.
- Giallo club - Invito al poliziesco – serie TV, episodio 2x03, trasmessa il 27 gennaio 1960.
- La congiura, tragedia di Giorgio Prosperi, regia di Luigi Squarzina, trasmessa il 27 febbraio 1961.
- Graziella, dal racconto omonimo di Alphonse de Lamartine, regia di Mario Ferrero – miniserie TV, 4 episodi trasmessi dall'11 giugno al 2 luglio 1961.
- Le Fenicie, tragedia di Euripide, regia di Franco Enriquez, trasmessa il 12 agosto 1963.
- Resurrezione, dal romanzo omonimo di Lev Tolstoj, regia di Franco Enriquez – miniserie TV, 6 episodi trasmessi dal 31 ottobre al 5 dicembre 1965.
- Charlov e le figlie, dramma dal racconto Un re Lear della steppa di Ivan Sergeevič Turgenev, regia di Giandomenico Giagni, trasmessa l'11 marzo 1966.
- Santa Giovanna di George Bernard Shaw, regia di Franco Enriquez, trasmessa dal 27 al 29 settembre 1967.
- Quer pasticciaccio brutto de via Merulana di Carlo Emilio Gadda, regia di Luca Ronconi, scelte musicali di Paolo Terni, trasmessa il 15 marzo 1997.

## Attore - Teatro di prosa
- L'ultima al patibolo, dramma di Georges Bernanos, regia di Orazio Costa Giovangigli, chiesa di San Francesco di San Miniato, 17 settembre 1952.
- Tre quarti di luna, commedia di Luigi Squarzina, regia di Vittorio Gassman e Luigi Squarzina, Teatro Valle di Roma, 3 marzo 1953.
- Ifigenia in Aulide, tragedia di Euripide, regia di Accursio Di Leo, Teatro di Akrai di Palazzolo Acreide, 30 luglio 1953.
- Candida, commedia di George Bernard Shaw, regia di Orazio Costa Giovangigli, Teatro Valle di Roma (1954)
- Lorenzaccio, dramma di Alfred de Musset, regia di Luigi Squarzina, Teatro Valle di Roma (1954)
- Molto rumore per nulla di William Shakespeare, regia di Alessandro Brissoni, Teatro di San Carlo di Napoli, 26 agosto 1954.
- Tè e simpatia, commedia di Robert Anderson, regia di Luigi Squarzina, Teatro Valle di Roma, 14 dicembre 1955.
- Il diario di Anna Frank, dramma di Albert Hackett e Frances Goodrich, regia di Giorgio De Lullo, Teatro Eliseo di Roma, 31 gennaio 1957.
- Io sono una macchina fotografica, commedia di John William Van Druten, regia di Michelangelo Antonioni, Teatro Eliseo di Roma, 9 ottobre 1957.
- J. B., dramma di Archibald MacLeish, regia di Luigi Squarzina, XII Festival del Teatro di San Miniato, 21 agosto 1958.
- Romagnola di Luigi Squarzina, regia di Luigi Squarzina, Teatro Valle di Roma, 5 febbraio 1959.
- Il misantropo, commedia di Menandro, regia di Luigi Squarzina, Teatro Olimpico di Vicenza, 9 maggio 1959.
- La congiura, tragedia di Giorgio Prosperi, regia di Luigi Squarzina, Piccolo Teatro di Milano, 7 maggio 1960.
- Un castello in Svezia, commedia di Françoise Sagan, regia di Luciano Mondolfo, Teatro Politeama di Genova, 15 novembre 1961.
- Acque turbate, dramma di Ugo Betti, regia di Mario Ferrero, Teatro Politeama Giacosa di Napoli, 26 febbraio 1962.
- Sogno di una notte di mezza estate di William Shakespeare, regia di Franco Enriquez, Giardino Giusti di Verona, 4 luglio 1962.
- La bisbetica domata, commedia di William Shakespeare, regia di Franco Enriquez, Teatro romano di Verona, 15 luglio 1962.
- Brodo di pollo con l'orzo, dramma di Arnold Wesker, regia di Virginio Puecher, Teatro Stabile di Bologna, 21 marzo 1963.
- Il costo di una vita, commedia di Bruno Magnoni, regia di Paolo Giuranna, Teatro Stabile di Bologna, 29 marzo 1963.
- La buona moglie, commedia di Carlo Goldoni, regia di Luca Ronconi, Teatro Valle di Roma, 11 dicembre 1963.
- La monaca di Monza, regia di Luchino Visconti (1967)
- L'uomo difficile, commedia di Hugo von Hofmannsthal, regia di Luca Ronconi, Teatro Faraggiana di Novara, 13 maggio 1990.
- Phoenix, commedia di Marina Ivanovna Cvetaeva, regia di Luca Ronconi, Piccolo Teatro Studio di Milano, 3 aprile 2001.
- Un altro gabbiano, dal dramma omonimo di Anton Čechov, regia di Luca Ronconi, chiesa di San Simeone di Spoleto, 27 giugno 2009.

## Regie di prosa teatrale
- La buona moglie di Carlo Goldoni, Teatro Valle di Roma, 11 dicembre 1963.
- Il nemico di se stesso di Terenzio, Teatro romano di Ostia antica, 7 febbraio 1965.
- Commedia degli straccioni di Annibal Caro, Porto di Civitanova Marche, 1º agosto 1966.
- I lunatici di Thomas Middleton e William Rowley, Palazzo Ducale di Urbino, 12 agosto 1966.
- Lucrezia?... (Pour Lucrèce) di Jean Giraudoux, Teatro di Sant'Erasmo di Milano, 25 novembre 1966.
- Misura per misura di William Shakespeare, Palazzo Reale di Torino, 5 luglio 1967.
- Le mutande di Carl Sternheim, Teatro Carignano di Torino, 12 gennaio 1968.
- Riccardo III di William Shakespeare, Teatro Alfieri di Torino, 19 febbraio 1968.
- Candelaio di Giordano Bruno, Teatro La Fenice di Venezia, 2 ottobre 1968.
- Fedra di Lucio Anneo Seneca, Teatro Valle di Roma, 10 gennaio 1969.
- Orlando furioso di Ludovico Ariosto, riduzione di Edoardo Sanguineti, chiesa di San Niccolò di Spoleto, 7 aprile 1969.
- La tragedia del vendicatore di Cyril Tourneur, Teatro Metastasio di Prato, 3 settembre 1970.
- XX da La Roue di Juan Rodolfo Wilcock, Teatro Odeon di Parigi, 14 aprile 1971.
- La Centaura di Giovan Battista Andreini, Cinecittà di Roma, 29 aprile 1972.
- Das Kätchen von Heilbronn di Heinrich von Kleist, Kasino Zürichhorn di Zurigo, 8 agosto 1972.
- Orestea di Eschilo, Filmskijgrad Atelier di Belgrado, 3 e 20 settembre 1972.
- Die Bäcken (Le Baccanti) di Euripide, Burgtheater di Vienna, 9 giugno 1973.
- Una partita a scacchi di Thomas Middleton, Teatro-Studio E. Duse di Roma, 20 e 23 dicembre 1973.
- Orlando furioso (sceneggiato TV in 5 puntate), riduzione e sceneggiatura di Edoardo Sanguineti e Luca Ronconi, Programma Nazionale, 16 febbraio-16 marzo 1975.
- Die Vögel (Gli uccelli) di Aristofane, Burgtheater di Vienna, 19 aprile 1975.
- Utopia, tratto da Aristofane, Giudecca di Venezia, 25 agosto 1975.
- Die Orestie (Orestea) di Eschilo, Burgtheater di Vienna, 5 aprile 1976.
- Bettina, da Carlo Goldoni, Secondo Programma, 24 giugno 1976.
- La buona moglie, da Carlo Goldoni, 26 giugno 1976.
- L'anitra selvatica di Henrik Ibsen, Teatro Metastasio di Prato, 5 gennaio 1977.
- Calderón (parte I) di Pier Paolo Pasolini, Teatro Metastasio di Prato, 6 gennaio 1978.
- Le Baccanti di Euripide, Istituto Magnolfi di Prato, 14 febbraio 1978.
- Calderón (parte II) di Pier Paolo Pasolini, Teatro Metastasio di Prato, 29 aprile 1978.
- La Torre di Hugo von Hofmannsthal, Fabbricone di Prato, 17 giugno 1978.
- Al 'Pappagallo Verde'  - La contessina Mizzi di Arthur Schnitzler, 15 novembre 1978.
- La Torre (versione TV) di Hugo von Hofmannsthal, Secondo Programma, 21 aprile 1979.
- L'uccellino azzurro di Maurice Maeterlinck, Teatro Municipale di Reggio Emilia, 19 dicembre 1979.
- Medea di Euripide, Schauspielhaus di Zurigo, 26 novembre 1981.
- John Gabriel Borkman di Henrik Ibsen, Secondo Programma, 4 gennaio 1982.
- Spettri di Henrik Ibsen, chiesa di San Niccolò di Spoleto, 26 giugno 1982.
- Sogno** di August Strindberg, Teatro-Studio E. Duse di Roma, 7 gennaio 1983.
- Santa Giovanna di George Bernard Shaw, Teatro Manzoni di Pistoia, 1 marzo 1984.
- Fedra di Jean Racine, Teatro Metastasio di Prato, 26 aprile 1984.
- Le due Commedie in commedia di Giovan Battista Andreini, Teatro Malibran di Venezia, 18 ottobre 1984.
- La commedia della seduzione di Arthur Schnitzler, Teatro Metastasio di Prato, 7 marzo 1985.
- Pluto di Aristofane - Epidauro, Teatro Greco, 17 agosto 1985.
- La fidanzata povera di Aleksandr Nikolaevic Ostrovskij, Teatro Comunale di  Gubbio, 15 settembre 1985.
- Ignorabimus di Arno Holz, Fabbricone di Prato, 18 maggio 1986.
- La serva amorosa di Carlo Goldoni, Teatro Comunale di Gubbio, 5 ottobre 1986.
- La Morte innamorata di Fabio Glissenti, Teatro-Studio Damiani di Roma, 6 settembre 1987.
- Amor nello specchio di Giovan Battista Andreini, Teatro-Studio Damiani di Roma, 6 settembre 1987.
- Le marchand de Venise di William Shakespeare, Teatro Odeon di Parigi, 10 novembre 1987.
- Dialoghi delle carmelitane di Georges Bernanos, Teatro Storchi di Modena, 15 marzo 1988.
- Mirra** di Vittorio Alfieri, Teatro Carignano di Torino, 15 giugno 1988.
- Tre sorelle di Anton Čechov, Teatro Comunale di Gubbio, 28 marzo 1989.
- Féerie. Pantomima per un'altra volta di Louis Ferdinand Céline, chiesa di San Simeone di Spoleto, 11 luglio 1989.
- Besucher di Botho Strauss, Teatro Eliseo di Roma, 9 ottobre 1989.
- Strano interludio di Eugene Gladstone O'Neill, Teatro Carignano di Torino, 3 gennaio 1990.
- La Vita offesa. Storia e memoria dei lager nazisti nel racconto dei sopravvissuti, Teatro Carignano di Torino, 26 aprile 1990.
- L'uomo difficile di Hugo von Hofmannsthal, Teatro Faraggiana di Novara, 13 maggio 1990.
- Gli ultimi giorni dell'umanità di Karl Kraus, Ex Sala Presse del Lingotto di Torino, 29 novembre 1990.
- La pazza di Chaillot di Jean Giraudoux, Teatro Carignano di Torino, 23 gennaio 1991.
- L'uomo difficile di Hugo von Hofmannsthal, Teatro Morlacchi di Perugia, 21 marzo 1991.
- Nella gabbia di Henry James, Teatro Morlacchi di Perugia, 9 agosto 1991.
- Gli ultimi giorni dell'umanità di Karl Kraus - versione TV, Secondo Programma, 23 settembre 1991.
- Donna di dolori di Patrizia Valduga, Teatro Carignano di Torino, 16 marzo 1992.
- Misura per misura di William Shakespeare, Teatro Carignano di Torino, 18 maggio 1992.
- L'aquila bambina di Antonio Syxty, Teatro dell'Elfo di Milano, 22 settembre 1992.
- Affabulazione di Pier Paolo Pasolini, Teatro Carignano di Torino, 18 maggio 1993.
- Calderon di Pier Paolo Pasolini, Castello di Rivoli di Torino, 2 giugno 1993.
- Pilade di Pier Paolo Pasolini, Castello di Rivoli di Torino, 2 giugno 1993.
- L'affare Makropulos di Karel Capek, Teatro della Corte di Genova, 9 novembre 1993.
- Venezia salva di Simone Adolphine Weil, Teatro Carignano di Torino, 27 gennaio 1994.
- Aminta di Torquato Tasso, Teatro Argentina di Roma, 14 aprile 1994.
- Die Riesen vom Berge (I giganti della montagna) di Luigi Pirandello, Hallein, Isola di Perner, 25 luglio 1994.
- Re Lear di William Shakespeare, Teatro Argentina di Roma, 8.II.1995
- Verso Peer Gynt** di Henrik Ibsen, Teatro Centrale di Roma, 13 aprile 1995.
- Sturm und Drang di Friedrich Maximilian Klinger, Teatro della Pergola di Firenze, 17 maggio 1995.
- Dio ne scampi di Enzo Siciliano, Teatro Argentina di Roma, 30 maggio 1995.
- Qualcosa di vero dev'esserci, da Luigi Pirandello, Teatro Carignano di Torino, 3 luglio 1995.
- Quer pasticciaccio brutto de via Merulana di Carlo Emilio Gadda, Teatro Argentina di Roma, 20 febbraio 1996.
- Ruy Blas di Victor Hugo, Teatro Carignano di Torino, 19 aprile 1996.
- Medea di Euripide, Teatro Donizetti di Bergamo, 13 dicembre 1996.
- Il lutto si addice ad Elettra di Eugene Gladstone O'Neill, Teatro Argentina di Roma, 20 febbraio 1997.
- Quer pasticciaccio brutto de via Merulana di Carlo Emilio Gadda - versione TV - Rai2, Palcoscenico, 15 marzo 1997.
- Davila Roa di Alessandro Baricco, Teatro Argentina di Roma, 9 aprile 1997.
- Memorie di una cameriera di Dacia Maraini, Teatro dei Riuniti di Umbertide, 20 settembre 1997.
- I fratelli Karamazov** di Fedor Dostoevskij, Teatro Argentina di Roma, 23 gennaio 1998.
- Questa sera si recita a soggetto di Luigi Pirandello, Teatro Nacional Dona Maria II di Lisbona, 7 maggio 1998.
- Alcesti di Samuele di Alberto Savinio, Teatro Argentina di Roma, 7 aprile 1999.
- La vita è sogno di Pedro Calderón de la Barca, Piccolo Teatro Strehler di Milano, 21 gennaio 2000.
- Il sogno** di August Strindberg, Piccolo Teatro Studio di Milano, 8 febbraio 2000.
- Lolita,** sceneggiatura di Vladimir Vladimirovič Nabokov, Piccolo Teatro Strehler di Milano, 17 gennaio 2001.
- I due gemelli veneziani di Carlo Goldoni, Teatro Grassi di Milano, 13 marzo 2001.
- Phoenix di Marina Ivanovna Cvetaeva, Piccolo Teatro Studio di Milano, 3 aprile 2001.
- Candelaio** di Giordano Bruno, Teatro Bellini di Palermo, 23 maggio 2001.
- Quel che sapeva Maisie** di Henry James, Piccolo Teatro Grassi di Milano, 3 gennaio 2002.
- Infinities di John David Barrow, Spazio Bovisa di Milano, 8 marzo 2002.
- Amor nello specchio di Giovan Battista Andreini, Corso Ercole d'Este di Ferrara, 6 luglio 2002.
- Prometeo incatenato** di Eschilo, Teatro greco di Siracusa, 17 maggio 2002.
- Le Baccanti** di Euripide, Teatro greco di Siracusa, 18 maggio 2002.
- Le rane** di Aristofane, Teatro greco di Siracusa, 19 maggio 2002.
- Prometeo incatenato** di Eschilo, Piccolo Teatro Strehler di Milano, 14 gennaio 2003.
- Peccato che sia una sgualdrina** di John Ford, Teatro Farnese di Parma, 22 giugno 2003.
- Memoriale da Tucidide. Pericle e la peste di Enzo Siciliano, Piccolo Teatro Studio di Milano, 17 febbraio 2004.
- La Centaura di Giovan Battista Andreini, Teatro della Corte di Genova, 14 ottobre 2004.
- Le Baccanti** di Euripide (2004)
- Professor Bernhardi di Arthur Schnitzler, Piccolo Teatro Strehler di Milano, 18 gennaio 2005.
- Diario privato di Paul Léautaud, Teatro Argentina di Roma, 12 maggio 2005.
- I Soldati di Jakob Michael Reinhold Lenz, Piccolo Teatro Studio di Milano, 31 maggio 2005.
- Le rane** di Aristofane (2005)
- Atti di guerra: una trilogia di Edward Bond, Teatro Astra di Torino, 3 febbraio 2006.
- Troilo e Cressida di William Shakespeare, Lumiq Studios di Torino, 2 febbraio 2006.
- Lo specchio del diavolo di Giorgio Ruffolo, Lumiq Studios di Torino, 6 febbraio 2006.
- Biblioetica. Dizionario per l'uso di Gilberto Corbellini, Pino Donghi, Armando Massarenti, Teatro Vittoria di Torino, 14 febbraio 2006.
- Fahrenheit 451 di Ray Bradbury, Fonderie Limone di Moncalieri, 21 aprile 2006.
- Silenzio dei comunisti di Vittorio Foa, Miriam Mafai, Alfredo Reichlin, Fonderie Limone di Moncalieri, 2 maggio 2006.
- Il ventaglio** di Carlo Goldoni, Piccolo Teatro Strehler di Milano, 16 gennaio 2007.
- Inventato di sana pianta ovvero Gli affari del barone Laborde** di Hermann Broch, Piccolo Teatro Grassi di Milano, 5 marzo 2007.
- Odissea doppio ritorno (Itaca - L'antro delle Ninfe) di Botho Strauß e da Omero e Porfirio, Teatro Comunale di Ferrara, 4 settembre 2007.
- Nel bosco degli spiriti di Amos Tutuola, Teatro Cucinelli di Solomeo, 3 settembre 2008.
- Sogno di una notte di mezza estate** di William Shakespeare, Piccolo Teatro Strehler di Milano, 25 ottobre 2008.
- Giusto la fine del mondo di Jean-Luc Lagarce, Piccolo Teatro Studio di Milano, 27 marzo 2009.
- Un altro Gabbiano, da Anton Pavlovic Cechov, chiesa di San Simeone di Spoleto, 27 giugno 2009.
- Il mercante di Venezia** di William Shakespeare, Piccolo Teatro Strehler di Milano, 9 dicembre 2009.
- Quattro pezzi non facili, da Giordano Bruno, Luciano di Samosata, Luigi Pirandello e Hans Christian Andersen, Centro Teatrale Santacristina di Gubbio, 8 settembre 2010.
- I beati anni del castigo di Fleur Jaeggy, Piccolo Teatro Studio di Milano, 20 ottobre 2010.
- La compagnia degli uomini di Edward Bond, Piccolo Teatro Grassi di Milano, 11 gennaio 2011.
- Nora alla prova, da Casa di bambola di Henrik Ibsen, Teatro della Corte di Genova, 29 marzo 2011.
- La modestia di Rafael Spregelburd, Teatro Caio Melisso di Spoleto, 24 giugno 2011.
- Condivisioni, da Luigi Pirandello, Giovan Battista Andreini, Pier Paolo Pasolini, Centro Teatrale Santacristina di Gubbio, 25 agosto 2011.
- Il panico di Rafael Spregelburd, Piccolo Teatro Strehler di Milano, 15 gennaio 2013.
- Santa Giovanna dei Macelli** di Bertolt Brecht, Piccolo Teatro Grassi di Milano, 28 febbraio 2012.
- Mistero doloroso di Anna Maria Ortese, Teatro Bellini di Palermo, 18 aprile 2012.
- In cerca d'autore. Studio sui Sei personaggi di Luigi Pirandello, Teatrino delle Sei di Spoleto, 7 luglio 2012.
- Pornografia di Witold Marian Gombrowicz, Teatro Francesco Torti di Bevagna, 6 luglio 2013.
- Celestina laggiù vicino alle concerie in riva al fiume di Michel Garneau, da Fernando de Rojas, Piccolo Teatro Strehler di Milano, 30 gennaio 2014.
- Danza macabra, in orig. Danza di morte di August Strindberg, Teatro Caio Melisso di Spoleto, 27 gennaio 2014.
- Lehman Trilogy di Stefano Massini, Piccolo Teatro Strehler di Milano, 29 gennaio 2015.

## Regie liriche
- Arlecchino ovvero Le Finestre di Ferruccio Busoni, Teatro Nuovo di Torino, 30 marzo 1967.
- Giovanna d'Arco al rogo di Arthur Honegger, Teatro Nuovo di Torino, 30 marzo 1967.
- Traumdeutung di Vinko Globokar, Zagabria (1969)
- Carmen di Georges Bizet, Teatro romano di Verona, 18 luglio 1970.
- Die Walküre di Richard Wagner, Teatro alla Scala di Milano, 1⁰ marzo 1974.
- Le astuzie femminili di Domenico Cimarosa, Teatro Mediterraneo di Napoli, 10 agosto 1974.
- Faust di Charles Gounod, Teatro Comunale di Bologna, 18 febbraio 1975.
- Sigfrido di Richard Wagner, Teatro alla Scala di Milano, 7 marzo 1975.
- Il barbiere di Siviglia di Gioachino Rossini, Teatro dell'Odéon di Parigi, 5 dicembre 1975.
- Oberon di Carl Maria von Weber, Deutsche Staatsoper di Berlino Est, 23 maggio 1976.
- Orfeo ed Euridice, Teatro Comunale di Firenze, 18 giugno 1976.
- Nabucco di Giuseppe Verdi, Teatro Comunale di Firenze, 5 maggio 1977.
- L'Olandese volante di Richard Wagner, Nürnberger Opernhaus di Norimberga, 8 ottobre 1977.
- Don Carlo di Giuseppe Verdi, Teatro alla Scala di Milano, 7 dicembre 1977.
- Il trovatore di Giuseppe Verdi, Teatro Comunale di Firenze, 18 dicembre 1977.
- Norma di Vincenzo Bellini, Teatro Comunale di Firenze, 19 dicembre 1978.
- Das Rheingold di Richard Wagner, Teatro Comunale di Firenze, 23 maggio 1979.
- Opera di Luciano Berio, Teatro dell'Opera di Lione, 19 ottobre 1979.
- Die Walküre di Richard Wagner, Teatro Comunale di Firenze, 20 febbraio 1980.
- Macbeth, di Giuseppe Verdi, Deutsche Oper di Berlino, 2 marzo 1980.
- Les contes d'Hoffmann di Jacques Offenbach, Teatro Comunale di Firenze, 20 dicembre 1980.
- Sigfrido di Richard Wagner, Teatro Comunale di Firenze, 25 gennaio 1981.
- Donnerstag aus “Licht” di Karlheinz Stockhausen, Teatro alla Scala di Milano, 15 marzo 1981.
- Il crepuscolo degli dei di Richard Wagner, Teatro Comunale di Firenze, 10 giugno 1981.
- Les Troyens di Hector Berlioz, Teatro alla Scala di Milano, 4 maggio 1982.
- Ernani di Giuseppe Verdi, Teatro alla Scala di Milano, 7 dicembre 1982.
- La traviata di Giuseppe Verdi, Grosses Haus di Bonn, 9 dicembre 1982.
- Moïse et Pharaon, ou Le passage de la Mer Rouge di Gioachino Rossini, Palais Garnier di Parigi, 28 settembre 1983.
- Così fan tutte di Wolfgang Amadeus Mozart, Teatro La Fenice di Venezia, 8 novembre 1983.
- Un ballo in maschera di Giuseppe Verdi, Grosses Haus di Bonn, 8 febbraio 1984.
- Samstag aus “Licht” di Karlheinz Stockhausen,  Palasport di San Siro a Milano, 25 maggio 1984.
- Il viaggio a Reims di Gioachino Rossini, all'Auditorium Pedrotti di Pesaro, 18 agosto 1984.
- Faust di Charles Gounod, Teatro Comunale di Firenze, con la Malfitano e Ramey (1985)
- Orfeo, di Luigi Rossi, Teatro alla Scala di Milano, 11 giugno 1985.
- Démophoon di Luigi Cherubini, Teatro dell'Opera di Roma, 11 ottobre 1985.
- Aida di Giuseppe Verdi, Teatro alla Scala di Milano, 7 dicembre 1985.
- I vespri siciliani di Giuseppe Verdi, Teatro Comunale di Bologna, 9 febbraio 1986.
- Ifigenia in Tauride di Niccolò Piccinni, Teatro Petruzzelli di Bari, 6 dicembre 1986.
- Macbeth di Giuseppe Verdi, Teatro La Fenice di Venezia, 19 dicembre 1986.
- Don Carlo di Giuseppe Verdi (1986)
- Capriccio di Richard Strauss, Teatro Comunale di Bologna, 15 febbraio 1987.
- The Fairy Queen di Henry Purcell, Giardino di Boboli di Firenze, 1⁰ luglio 1987.
- Fetonte di Niccolò Jommelli, Teatro alla Scala di Milano, 30 gennaio 1988.
- La fiaba dello zar Saltan di Nikolaj Rimskij-Korsakov, Teatro Regio di Reggio Emilia, 5 maggio 1988.
- Guglielmo Tell di Gioachino Rossini, Teatro alla Scala di Milano, 7 dicembre 1988.
- Oberon di Carl Maria von Weber, Teatro alla Scala di Milano, 26 gennaio 1989.
- Ricciardo e Zoraide di Gioachino Rossini, Teatro Rossini di Pesaro, 3 agosto 1990.
- Don Giovanni di Wolfgang Amadeus Mozart, Teatro Comunale di Bologna, 27 novembre 1990.
- Lodoïska di Luigi Cherubini, Teatro alla Scala di Milano, 22 febbraio 1991.
- Capriccio di Clemens Krauss, diretto da Christian Thielemann con Rajna Kabaivanska, Bruce Ford, Roberto Frontali, Pietro Spagnoli e Florindo Andreolli, Teatro Comunale di Bologna (1991)
- Il trovatore di Giuseppe Verdi, Bayerische Staatsoper di Monaco di Baviera, 2 febbraio 1992.
- La dannazione di Faust di Hector Berlioz, Teatro Regio di Torino, 2 febbraio 1992.
- Armida di Gioachino Rossini, Teatro Rossini di Pesaro, 9 agosto 1993.
- Falstaff di Giuseppe Verdi, Grosses Festpielhaus di Salisburgo, 10 agosto 1993.
- Il caso Makropulos di Leoš Janáček, Teatro Regio di Torino, 9 dicembre 1993.
- Otello di Gioachino Rossini, Teatro La Monnaie di Bruxelles, 3 maggio 1994.
- Elettra, Teatro alla Scala di Milano, 28 maggio 1994.
- Ligeia di Augusta Read Thomas, Teatro Caio Melisso di Spoleto, 9 settembre 1994.
- Anacleto Morones di Víctor Rasgado, Teatro Caio Melisso di Spoleto, 9 settembre 1994.
- La figlia del reggimento di Gaetano Donizetti, Teatro Regio di Torino, 15 novembre 1994.
- Die Riesen vom Berger, ossia I giganti della montagna di Peter Fischer, Festival di Salisburgo (1994)
- Sturm und Drang di Paolo Arcà, con Massimo Popolizio, Massimo De Francovich, Marisa Fabbri e Franco Branciaroli, Teatro della Pergola di Firenze (1995) – prima assoluta
- La damnation de Faust di Hector Berlioz, Teatro alla Scala di Milano, 11 maggio 1995.
- Fierrabras di Franz Schubert, Teatro Comunale di Firenze, 23 giugno 1995.
- The Turn of the Screw di Benjamin Britten, Teatro Regio di Torino, 20 settembre 1995.
- Teorema di Giorgio Battistelli, Borghetto Flaminio di Roma, 8 maggio 1996.
- Tosca di Giacomo Puccini, Teatro alla Scala di Milano, 4 luglio 1997.
- Samson et Dalila di Camille Saint-Saëns, Teatro Regio di Torino, 21 ottobre 1997.
- La Cenerentola ossia La bontà in trionfo di Gioachino Rossini, Palafestival di Pesaro, 10 agosto 1998.
- L'Orfeo di Claudio Monteverdi, Teatro Comunale di Firenze, 3 ottobre 1998.
- Il ritorno di Ulisse in patria di Claudio Monteverdi, Atene (1988)
- Don Giovanni di Wolfgang Amadeus Mozart, Grosses Fiestpielhaus di Salisburgo di Salisburgo, 5 agosto 1999.
- Lohengrin di Richard Wagner, Teatro Comunale di Firenze, 2 novembre 1999.
- Ariadne auf Naxos di Richard Strauss,Teatro alla Scala di Milano, 8 aprile 2000.
- Tat'jana di Azio Corghi, Teatro alla Scala di Milano (2000) – prima assoluta
- L'incoronazione di Poppea di Claudio Monteverdi, Teatro Comunale di Firenze, 21 maggio 2000.
- La donna del lago di Gioachino Rossini, Palafestival di Pesaro, 12 agosto 2001.
- King Lear di Aribert Reimann, Teatro Regio di Torino, 16 ottobre 2001.
- Giulio Cesare di Georg Friedrich Händel, Teatro Real di Madrid di Madrid, 1⁰ novembre 2002.
- Capriccio di Richard Strauss, Teatro Lirico di Cagliari, 25 aprile 2003.
- Moïse et Pharaon, ou Le passage de la Mer Rouge di Gioachino Rossini, Teatro alla Scala di Milano, 7 dicembre 2003.
- Alfonso und Estrella di Franz Peter Schubert, Teatro Lirico di Cagliari, 9 gennaio 2004.
- Europa riconosciuta di Antonio Salieri, Teatro alla Scala di Milano, 7 dicembre 2004.
- Il barbiere di Siviglia di Gioachino Rossini, Palafestival di Pesaro, 10 agosto 2005.
- Tosca di Giacomo Puccini, Teatro alla Scala di Milano, 13 aprile 2006.
- Falstaff di Giuseppe Verdi, Teatro Comunale di Firenze, 12 maggio 2006.
- Turandot di Giacomo Puccini, Teatro Regio di Torino, 10 ottobre 2006.
- Il trittico di Giacomo Puccini, Teatro alla Scala di Milano, 6 marzo 2008.
- L'affare Makropulos di Leoš Janáček, Teatro alla Scala di Milano, 16 gennaio 2009.
- La clemenza di Tito di Wolfgang Amadeus Mozart, Teatro di San Carlo di Napoli, 27 gennaio 2010.
- Intolleranza 1960 di Luigi Nono, Teatro La Fenice di Venezia, 28 gennaio 2011.
- Semiramide di Gioachino Rossini, 18.II.2011, al Teatro di San Carlo di Napoli, 18 febbraio 2011.
- Lou Salomé di Giuseppe Sinopoli, Teatro La Fenice di Venezia, 21 gennaio 2012.
- Falstaff di Giuseppe Verdi, Teatro Petruzzelli di Bari, 20 novembre 2013.
- Armida di Gioachino Rossini, Adriatic Arena di Pesaro, 10 agosto 2014.
- Lucia di Lammermoor di Gaetano Donizetti, Teatro dell'Opera di Roma di Roma, 31 marzo 2015.

## Filmografia parziale

### Sceneggiatore
- L'uomo che ride, regia di Sergio Corbucci (1966)
- Orlando furioso – serie TV, in 5 episodi (1974)

### Attore
- Cento anni d'amore, regia di Lionello De Felice, episodio Amore 1954 (1954)
- Vergine moderna, regia di Marcello Pagliero (1954)
- Scapricciatiello regia di Luigi Capuano (1955)
- I prepotenti, regia di Mario Amendola (1958)
- Prepotenti più di prima, regia di Mario Mattoli (1959)
- Laboratorio teatrale di Luca Ronconi, regia di Miklós Jancsó – documentario (1977)
- Il Piccolo, regia di Maurizio Zaccaro – documentario (2009)

## Riconoscimenti

### Teatro
- Premio Ubu
  - 1977/78 – Miglior spettacolo per Le Baccanti di Euripide
  - 1977/78 – Miglior regia per Le Baccanti e La torre di Hugo von Hoffmansthal
  - 1981/82 – Miglior spettacolo per Spettri di Henrik Ibsen
  - 1984/85 – Miglior spettacolo per Le due commedie in commedia di Giovan Battista Andreini
  - 1984/85 – Miglior regia per Le due commedie in commedia e Commedia della seduzione di Arthur Schnitzler
  - 1985/86 – Miglior spettacolo per Ignorabimus di Arno Holz
  - 1987/88 – Miglior spettacolo per I dialoghi delle Carmelitane di Georges Bernanos
  - 1987/88 – Miglior regia per I dialoghi delle Carmelitane e Mirra di Vittorio Alfieri
  - 1989/90 – Miglior regia per L'uomo difficile di Hugo von Hofmannsthal, Strano interludio di Eugene O'Neill e Besucher di Botho Strauß
  - 1990/91 – Miglior spettacolo per Gli ultimi giorni dell'umanità di Karl Kraus
  - 1992/93 – Premio speciale
  - 1995/96 – Miglior spettacolo per Quer pasticciaccio brutto de via Merulana da Carlo Emilio Gadda
  - 1995/96 – Miglior regia per Quer pasticciaccio brutto de via Merulana
  - 1997/98 – Miglior spettacolo per I fratelli Karamazov, da Fëdor Dostoevskij
  - 1999/00 – Miglior regia per "Progetto Sogno": La vita è sogno di Pedro Calderón de la Barca e Il sogno di August Strindberg
  - 2000/01 – Miglior spettacolo per Lolita di Vladimir Nabokov
  - 2001/02 – Miglior spettacolo per Infinities di John D. Barrow
  - 2004/05 – Miglior spettacolo per Professor Bernhardi di Arthur Schnitzler
  - 2004/05 – Miglior regia per Professor Bernhardi
  - 2005/06 – Premio speciale per "Progetto Domani"
  - 2012/13 – Miglior spettacolo per Il panico di Rafael Spregelburd
  - 2014/15 – Miglior spettacolo per Lehman Trilogy di Stefano Massini
- Premio Flaiano per il teatro[10]
  - 1996 – Alla carriera
  - 2013 – Alla carriera

- Premio Europa per il teatro[2]
  - 1998 – Alla carriera

### Cinema
- Nastro d'argento
  - 1975 – Candidatura al miglior regista esordiente per Orlando furioso